# قلعه ینگی کند بوکان
قلعهٔ ینگی کند یکی از آثار تاریخی شهرستان بوکان واقع در استان آذربایجان غربی است. این قلعه و خانه اربابی مربوط به دورهٔ قاجار و خان‌های منطقه فیض‌الله‌بیگی بوده و داری دو برجک دیده‌بانی ۶ گوش با ارتفاع ۸ متر از سطح زمین است. روستای ینگی‌کند در فاصلهٔ ۳۰ کیلومتری شهر بوکان و در مسیر سد شهید کاظمی قرار گرفته‌است. در سال ۱۳۹۹ این بنای تاریخی در فهرست آثار ملی ایران به شمارهٔ ۳۲۷۱۹ ثبت شد.
از مرداد سال ۱۴۰۰ مرمت این بنا با اقداماتی نظیر برچینی تیرهای چوبی فرسوده، پوشش حصیری و لته‌کوبی‌های فرسوده سقف ایوان شرقی، برچینی ستون‌های نگه‌دارنده سقف و برچینی دیوارهای الحاقی در نمای ساختمان آغاز و انجام شد.